# Sol y Sombra (canción)
Sol y Sombra es el decimocuarto sencillo de Los Pekenikes y tercero extraído del polémico álbum Ss.Ss.Ss.Q.E.S.M. Es una composición del saxofonista Juan Jiménez, es un tema dulzón de poco tirón, muy de cóctel, que merecía ser la cara B. Aun siendo una composición de un músico de viento madera los arreglos elegidos carecen de estos elementos, por lo que es de suponer que el autor tocaría instrumentos no habituales como el órgano eléctrico que suena o el tímpano o carillón que ejerce de percusión. En todo caso es uno más de los temas del grupo que carece de información publicada hasta el momento y en especial sobre este álbum.
El título del tema alude a una conocida copa que se toma en España. Quizá es posible inferir el estado de ánimo que tendría su autor al componer el tema o bien está aludiendo al tipo de música que podría oírse en una fiesta de cóctel.
La cara B, Tabasco, es de un estilo mucho más interesante y de mayor empuje.
Este sencillo fue editado conjuntamente con los temas Tren Transoceánico a Bucaramanga y Trío en la serie de Discos sorpresa de Fundador (ref. 10.257)

## Miembros
- Lucas Sáinz - Guitarra eléctrica
- Yamel Uribe - Bajo eléctrico
- Pedro Luis García: Trombón
- Tony Luz - Guitarra rítmica, Guitarra sajona
- Guillermo Acevedo- Batería
- Rodrigo García: Guitarra
- Álvaro Serrano: Trompeta
- Juan Jiménez - ¿percusión?
- Órgano eléctrico: sin identificar (¿Juan Jiménez?)